# Bathysauroides gigas
Bathysauroides gigas (Gr.: „bathys“ = tief; „saurodes“ = Eidechse) ist ein Tiefseefisch aus der Ordnung der Eidechsenfischverwandten (Aulopiformes). Die Art lebt im westlichen Pazifik auf dem Grund der Kontinentalhänge und wurde bisher bei Japan und Australien gefunden.

## Merkmale
Bathysauroides gigas erreicht eine Maximallänge von 29 cm. Sein Körper ist schlank und annähernd zylindrisch, im Querschnitt fast rund und nur im hinteren Abschnitt wenig seitlich abgeflacht. Die Augen sind groß und sitzen dorsolateral. Die Pupillen sind elliptisch. Die einzige kurze Rückenflosse befindet sich in der vorderen Körperhälfte direkt über den Bauchflossen. Die Schwanzflosse ist gespalten.

## Systematik
Bathysauroides gigas wurde 1952 von Kamohara als Bathysaurops gigas beschrieben und in die Familie der Netzaugenfische (Ipnopidae) gestellt. 1996 wurde für die Art die monotypische Gattung Bathysauroides aufgestellt und 2002 die Familie Bathysauroididae, die ebenfalls monotypisch ist.